# Butane-2,3-diol
Le butane-2,3-diol (2,3-butylène glycol), de formule C4H10O2, est une substance cristalline incolore souvent liquide à cause de son point de fusion (23 °C[réf. souhaitée]), soluble dans l'eau et l'alcool.
Du fait de la présence de deux centres stéréogènes et d'un plan de symétrie (groupes OH en Z et non en E comme représenté à droite), ce glycol se présente sous la forme d'une paire d'énantiomères accompagnée du diastéréoisomère méso. Il existe donc trois isomères du butane-2,3-diol :
- (2R, 3R)-butane-2,3-diol ;
- (2S, 3S)-butane-2,3-diol ;
- (2R, 3S)-butane-2,3-diol.

La forme naturelle est (2R, 3R)-butane-2,3-diol. Certaines fermentations produisent le (2R, 3R)-butane-2,3-diol.
Durant la Seconde Guerre mondiale, le butane-2,3-diol fut déshydraté en butadiène pour fabriquer du caoutchouc synthétique.
Le 2,3-butanediol est un des composants importants de l'arôme beurré, de l'odeur de crème et de l'arôme de noisette.
Présent également dans le vin, il bout à 179 °C[réf. souhaitée]. Il est utilisé dans les résines et comme solvant de certains colorants. On le trouve dans l'amidon et la betterave sucrière.
La fermentation du glucose, dite « fermentation butyrique », produit du butane-2,3-diol qui est un des produits finaux.
2 pyruvate + NADH → 2 CO2 + butanediol.
Le rôle métabolique du butane-2,3-diol n'est pas connu.